# Flundre, Väne och Bjärke domsagas valkrets
Flundre, Väne och Bjärke domsagas valkrets var vid riksdagsvalen till andra kammaren 1866–1908 en egen valkrets med ett mandat. Valkretsen, som omfattade Flundre, Väne och Bjärke härader, avskaffades vid införandet av proportionellt valsystem i valet 1911 och området kom istället att ingå i den nybildade Älvsborgs läns mellersta valkrets.

## Riksdagsmän
- John Ericsson, lmp 1869–1875 (1867–1875)
- Carl Ericson, lmp (1876–1878)
- Gustaf Andersson (1879–1880)
- Anders Lennart Lewin (1881–1885)
- Johan Dahlgren (1886–första riksmötet 1887)
- Carl Johansson, lmp 1887, nya lmp 1888–1893 (andra riksmötet 1887–1893)
- Axel Carlsson, nya lmp 1894, lmp 1895–1900 (1894–1900)
- Ludvig Johansson, lmp (1901–1905)
- Otto Silfverschiöld, lmp (1906–1908)
- Gustaf Strömberg, s (1909–1911)

## Valresultat

### 1887 I
| Andrakammarvalet i Sverige 1887 I: Flundre, Väne och Bjärke domsagas valkrets | Andrakammarvalet i Sverige 1887 I: Flundre, Väne och Bjärke domsagas valkrets | Andrakammarvalet i Sverige 1887 I: Flundre, Väne och Bjärke domsagas valkrets | Andrakammarvalet i Sverige 1887 I: Flundre, Väne och Bjärke domsagas valkrets | Andrakammarvalet i Sverige 1887 I: Flundre, Väne och Bjärke domsagas valkrets |
| Kandidat                                                                      | Kandidat                                                                      | Röster                                                                        | Röster                                                                        | Röster                                                                        |
| Kandidat                                                                      | Kandidat                                                                      | Antal                                                                         | %                                                                             | +− %                                                                          |
| ----------------------------------------------------------------------------- | ----------------------------------------------------------------------------- | ----------------------------------------------------------------------------- | ----------------------------------------------------------------------------- | ----------------------------------------------------------------------------- |
|                                                                               | Carl Johansson (prot.)                                                        | 27                                                                            | 73,0                                                                          |                                                                               |
|                                                                               | Antenor Nydqvist (frih.)                                                      | 8                                                                             | 21,6                                                                          |                                                                               |
|                                                                               | Övriga kandidater                                                             | 2                                                                             | 5,4                                                                           |                                                                               |
| Antal giltiga röster                                                          | Antal giltiga röster                                                          | 37                                                                            |                                                                               |                                                                               |
| Kasserade röster                                                              | Kasserade röster                                                              | 0                                                                             |                                                                               |                                                                               |
| Totalt                                                                        | Totalt                                                                        | 37                                                                            |                                                                               |                                                                               |

Valet ägde rum den 22 april 1887. Valdeltagandet var 21,1% vid valet av elektorerna som sedan valde riksdagsmannen.

### 1887 II
| Andrakammarvalet i Sverige 1887 II: Flundre, Väne och Bjärke domsagas valkrets | Andrakammarvalet i Sverige 1887 II: Flundre, Väne och Bjärke domsagas valkrets | Andrakammarvalet i Sverige 1887 II: Flundre, Väne och Bjärke domsagas valkrets | Andrakammarvalet i Sverige 1887 II: Flundre, Väne och Bjärke domsagas valkrets | Andrakammarvalet i Sverige 1887 II: Flundre, Väne och Bjärke domsagas valkrets |
| Kandidat                                                                       | Kandidat                                                                       | Röster                                                                         | Röster                                                                         | Röster                                                                         |
| Kandidat                                                                       | Kandidat                                                                       | Antal                                                                          | %                                                                              | +− %                                                                           |
| ------------------------------------------------------------------------------ | ------------------------------------------------------------------------------ | ------------------------------------------------------------------------------ | ------------------------------------------------------------------------------ | ------------------------------------------------------------------------------ |
|                                                                                | Carl Johansson (NL)                                                            | 27                                                                             | 75,0                                                                           | ▲2,0                                                                           |
|                                                                                | Antenor Nydqvist (frih.)                                                       | 7                                                                              | 19,4                                                                           | ▼2,2                                                                           |
|                                                                                | Övriga kandidater                                                              | 2                                                                              | 5,6                                                                            |                                                                                |
| Antal giltiga röster                                                           | Antal giltiga röster                                                           | 36                                                                             |                                                                                |                                                                                |
| Kasserade röster                                                               | Kasserade röster                                                               | 0                                                                              |                                                                                |                                                                                |
| Totalt                                                                         | Totalt                                                                         | 36                                                                             |                                                                                |                                                                                |

Valet ägde rum den 20 september 1887. Valdeltagandet var 9,6% vid valet av elektorerna som sedan valde riksdagsmannen.

### 1890
| Andrakammarvalet i Sverige 1890: Flundre, Väne och Bjärke domsagas valkrets | Andrakammarvalet i Sverige 1890: Flundre, Väne och Bjärke domsagas valkrets | Andrakammarvalet i Sverige 1890: Flundre, Väne och Bjärke domsagas valkrets | Andrakammarvalet i Sverige 1890: Flundre, Väne och Bjärke domsagas valkrets | Andrakammarvalet i Sverige 1890: Flundre, Väne och Bjärke domsagas valkrets |
| Kandidat                                                                    | Kandidat                                                                    | Röster                                                                      | Röster                                                                      | Röster                                                                      |
| Kandidat                                                                    | Kandidat                                                                    | Antal                                                                       | %                                                                           | +− %                                                                        |
| --------------------------------------------------------------------------- | --------------------------------------------------------------------------- | --------------------------------------------------------------------------- | --------------------------------------------------------------------------- | --------------------------------------------------------------------------- |
|                                                                             | Carl Johansson (NL)                                                         | 31                                                                          | 83,8                                                                        | ▲8,8                                                                        |
|                                                                             | Antenor Nydqvist (frih.)                                                    | 5                                                                           | 13,5                                                                        | ▼5,9                                                                        |
|                                                                             | Axel Carlsson (prot.)                                                       | 1                                                                           | 2,7                                                                         |                                                                             |
| Antal giltiga röster                                                        | Antal giltiga röster                                                        | 37                                                                          |                                                                             |                                                                             |
| Kasserade röster                                                            | Kasserade röster                                                            | 0                                                                           |                                                                             |                                                                             |
| Totalt                                                                      | Totalt                                                                      | 37                                                                          |                                                                             |                                                                             |

Valet ägde rum den 9 september 1890. Valdeltagandet var 15,8% vid valet av elektorerna som sedan valde riksdagsmannen.

### 1893
| Andrakammarvalet i Sverige 1893: Flundre, Väne och Bjärke domsagas valkrets | Andrakammarvalet i Sverige 1893: Flundre, Väne och Bjärke domsagas valkrets | Andrakammarvalet i Sverige 1893: Flundre, Väne och Bjärke domsagas valkrets | Andrakammarvalet i Sverige 1893: Flundre, Väne och Bjärke domsagas valkrets | Andrakammarvalet i Sverige 1893: Flundre, Väne och Bjärke domsagas valkrets |
| Kandidat                                                                    | Kandidat                                                                    | Röster                                                                      | Röster                                                                      | Röster                                                                      |
| Kandidat                                                                    | Kandidat                                                                    | Antal                                                                       | %                                                                           | +− %                                                                        |
| --------------------------------------------------------------------------- | --------------------------------------------------------------------------- | --------------------------------------------------------------------------- | --------------------------------------------------------------------------- | --------------------------------------------------------------------------- |
|                                                                             | Axel Carlsson (NL)                                                          | 23                                                                          | 60,5                                                                        | ▲57,8                                                                       |
|                                                                             | Carl Johansson (NL)                                                         | 15                                                                          | 39,5                                                                        | ▼44,3                                                                       |
| Antal giltiga röster                                                        | Antal giltiga röster                                                        | 38                                                                          |                                                                             |                                                                             |
| Kasserade röster                                                            | Kasserade röster                                                            | 0                                                                           |                                                                             |                                                                             |
| Totalt                                                                      | Totalt                                                                      | 38                                                                          |                                                                             |                                                                             |

Valet ägde rum den 5 september 1893. Valdeltagandet var 18,2% vid valet av elektorerna som sedan valde riksdagsmannen.

### 1896
| Andrakammarvalet i Sverige 1896: Flundre, Väne och Bjärke domsagas valkrets | Andrakammarvalet i Sverige 1896: Flundre, Väne och Bjärke domsagas valkrets | Andrakammarvalet i Sverige 1896: Flundre, Väne och Bjärke domsagas valkrets | Andrakammarvalet i Sverige 1896: Flundre, Väne och Bjärke domsagas valkrets | Andrakammarvalet i Sverige 1896: Flundre, Väne och Bjärke domsagas valkrets |
| Kandidat                                                                    | Kandidat                                                                    | Röster                                                                      | Röster                                                                      | Röster                                                                      |
| Kandidat                                                                    | Kandidat                                                                    | Antal                                                                       | %                                                                           | +− %                                                                        |
| --------------------------------------------------------------------------- | --------------------------------------------------------------------------- | --------------------------------------------------------------------------- | --------------------------------------------------------------------------- | --------------------------------------------------------------------------- |
|                                                                             | Axel Carlsson (L, prot.)                                                    | 30                                                                          | 76,9                                                                        | ▲16,4                                                                       |
|                                                                             | Carl Johansson (prot.)                                                      | 8                                                                           | 20,5                                                                        | ▼19,0                                                                       |
|                                                                             | Alfred Anderson                                                             | 1                                                                           | 2,6                                                                         |                                                                             |
| Antal giltiga röster                                                        | Antal giltiga röster                                                        | 39                                                                          |                                                                             |                                                                             |
| Kasserade röster                                                            | Kasserade röster                                                            | 0                                                                           |                                                                             |                                                                             |
| Totalt                                                                      | Totalt                                                                      | 39                                                                          |                                                                             |                                                                             |

Valet ägde rum den 25 augusti 1896. Valdeltagandet var 13,6% vid valet av 40 elektorer som sedan valde riksdagsmannen. 1 deltog dock inte.

### 1899
| Andrakammarvalet i Sverige 1899: Flundre, Väne och Bjärke domsagas valkrets | Andrakammarvalet i Sverige 1899: Flundre, Väne och Bjärke domsagas valkrets | Andrakammarvalet i Sverige 1899: Flundre, Väne och Bjärke domsagas valkrets | Andrakammarvalet i Sverige 1899: Flundre, Väne och Bjärke domsagas valkrets | Andrakammarvalet i Sverige 1899: Flundre, Väne och Bjärke domsagas valkrets |
| Kandidat                                                                    | Kandidat                                                                    | Röster                                                                      | Röster                                                                      | Röster                                                                      |
| Kandidat                                                                    | Kandidat                                                                    | Antal                                                                       | %                                                                           | +− %                                                                        |
| --------------------------------------------------------------------------- | --------------------------------------------------------------------------- | --------------------------------------------------------------------------- | --------------------------------------------------------------------------- | --------------------------------------------------------------------------- |
|                                                                             | Axel Carlsson                                                               | 32                                                                          | 80,0                                                                        | ▲3,1                                                                        |
|                                                                             | Ernst Stridsberg (fris.)                                                    | 6                                                                           | 15,0                                                                        |                                                                             |
|                                                                             | Övriga kandidater                                                           | 2                                                                           | 5,0                                                                         |                                                                             |
| Antal giltiga röster                                                        | Antal giltiga röster                                                        | 40                                                                          |                                                                             |                                                                             |
| Kasserade röster                                                            | Kasserade röster                                                            | 0                                                                           |                                                                             |                                                                             |
| Totalt                                                                      | Totalt                                                                      | 40                                                                          |                                                                             |                                                                             |

Valet ägde rum den 16 augusti 1899. Valdeltagandet var 8,1% vid valet av 41 elektorer som sedan valde riksdagsmannen. 1 deltog dock inte.

### 1902
| Andrakammarvalet i Sverige 1902: Flundre, Väne och Bjärke domsagas valkrets | Andrakammarvalet i Sverige 1902: Flundre, Väne och Bjärke domsagas valkrets | Andrakammarvalet i Sverige 1902: Flundre, Väne och Bjärke domsagas valkrets | Andrakammarvalet i Sverige 1902: Flundre, Väne och Bjärke domsagas valkrets | Andrakammarvalet i Sverige 1902: Flundre, Väne och Bjärke domsagas valkrets |
| Kandidat                                                                    | Kandidat                                                                    | Röster                                                                      | Röster                                                                      | Röster                                                                      |
| Kandidat                                                                    | Kandidat                                                                    | Antal                                                                       | %                                                                           | +− %                                                                        |
| --------------------------------------------------------------------------- | --------------------------------------------------------------------------- | --------------------------------------------------------------------------- | --------------------------------------------------------------------------- | --------------------------------------------------------------------------- |
|                                                                             | Ludvig Johansson                                                            | 20                                                                          | 51,3                                                                        |                                                                             |
|                                                                             | Ernst Stridsberg (fris.)                                                    | 18                                                                          | 46,1                                                                        | ▲31,1                                                                       |
|                                                                             | Övriga kandidater                                                           | 1                                                                           | 2,6                                                                         |                                                                             |
| Antal giltiga röster                                                        | Antal giltiga röster                                                        | 39                                                                          |                                                                             |                                                                             |
| Kasserade röster                                                            | Kasserade röster                                                            | 0                                                                           |                                                                             |                                                                             |
| Totalt                                                                      | Totalt                                                                      | 39                                                                          |                                                                             |                                                                             |

Valet ägde rum den 1 september 1902. Valdeltagandet var 15,1% vid valet av 40 elektorer som sedan valde riksdagsmannen. 1 deltog dock inte.

### 1905
| Andrakammarvalet i Sverige 1905: Flundre, Väne och Bjärke domsagas valkrets | Andrakammarvalet i Sverige 1905: Flundre, Väne och Bjärke domsagas valkrets | Andrakammarvalet i Sverige 1905: Flundre, Väne och Bjärke domsagas valkrets | Andrakammarvalet i Sverige 1905: Flundre, Väne och Bjärke domsagas valkrets | Andrakammarvalet i Sverige 1905: Flundre, Väne och Bjärke domsagas valkrets |
| Kandidat                                                                    | Kandidat                                                                    | Röster                                                                      | Röster                                                                      | Röster                                                                      |
| Kandidat                                                                    | Kandidat                                                                    | Antal                                                                       | %                                                                           | +− %                                                                        |
| --------------------------------------------------------------------------- | --------------------------------------------------------------------------- | --------------------------------------------------------------------------- | --------------------------------------------------------------------------- | --------------------------------------------------------------------------- |
|                                                                             | Otto Silfverschiöld                                                         | 919                                                                         | 55,6                                                                        |                                                                             |
|                                                                             | Herman Björkqvist (fris.)                                                   | 734                                                                         | 44,4                                                                        |                                                                             |
| Antal giltiga röster                                                        | Antal giltiga röster                                                        | 1 653                                                                       |                                                                             |                                                                             |
| Kasserade röster                                                            | Kasserade röster                                                            | 6                                                                           |                                                                             |                                                                             |
| Totalt                                                                      | Totalt                                                                      | 1 659                                                                       |                                                                             |                                                                             |

Valet ägde rum den 17 september 1905. Valdeltagandet var 70,1%.

### 1908
| Andrakammarvalet i Sverige 1908: Flundre, Väne och Bjärke domsagas valkrets | Andrakammarvalet i Sverige 1908: Flundre, Väne och Bjärke domsagas valkrets | Andrakammarvalet i Sverige 1908: Flundre, Väne och Bjärke domsagas valkrets | Andrakammarvalet i Sverige 1908: Flundre, Väne och Bjärke domsagas valkrets | Andrakammarvalet i Sverige 1908: Flundre, Väne och Bjärke domsagas valkrets |
| Kandidat                                                                    | Kandidat                                                                    | Röster                                                                      | Röster                                                                      | Röster                                                                      |
| Kandidat                                                                    | Kandidat                                                                    | Antal                                                                       | %                                                                           | +− %                                                                        |
| --------------------------------------------------------------------------- | --------------------------------------------------------------------------- | --------------------------------------------------------------------------- | --------------------------------------------------------------------------- | --------------------------------------------------------------------------- |
|                                                                             | Gustaf Strömberg                                                            | 1 084                                                                       | 52,2                                                                        |                                                                             |
|                                                                             | Otto Silfverschiöld                                                         | 993                                                                         | 47,8                                                                        | ▼7,8                                                                        |
| Antal giltiga röster                                                        | Antal giltiga röster                                                        | 2 077                                                                       |                                                                             |                                                                             |
| Kasserade röster                                                            | Kasserade röster                                                            | 7                                                                           |                                                                             |                                                                             |
| Totalt                                                                      | Totalt                                                                      | 2 084                                                                       |                                                                             |                                                                             |

Valet ägde rum den 6 september 1908. Valdeltagandet var 68,7%.